# 益农镇
益农镇，中国浙江省杭州市萧山区下辖的一个镇。辖区总人口11万。镇政府驻地红阳路。

## 辖区
益农镇辖有：
- 社区(1)：弘扬社区；
- 行政村(19)：众力村、镇龙殿村、五六二村、新发村、东村、益农村、东江村、民围村、群围村、三围村、长北村、利围村、久联村、星联村、东联村、赵家湾村、东沙村、群英村、兴裕村。